# Маглод
Маглод (мађ. Maglód) град је у Мађарској. Маглод је значајан град у оквиру жупаније Пешта, а истовремено и важно предграђе престонице државе, Будимпеште.
Маглод има 15.714 становника према подацима из 2009. године.

## Географија
Град Маглод се налази у средишњем делу Мађарске. Од престонице Будимпеште град је удаљен 30 километара источно. Град се налази у северном делу Панонске низије. Надморска висина насеља је око 170 метара.

## Галерија
- Римокатоличка црква
- Реформатска црква
- Железничка станица